# Aconitum lethale
Aconitum lethale là một loài thực vật có hoa trong họ Mao lương. Loài này được Griff. mô tả khoa học đầu tiên năm 1854.